# Valfleury
Valfleury là một xã trong tỉnh Loire miền trung nước Pháp.